# جنون سرعت: پرواستریت
جنون سرعت: پرو استریت (به انگلیسی: Need for Speed: ProStreet)  بازی ویدیویی مسابقه‌ای محصول سال ۲۰۰۷ است که توسط EA Black Box توسعه یافته و توسط Electronic Arts منتشر شده است . این یازدهمین قسمت از سری Need for Speed و دنباله‌ای بر Need for Speed: Carbon (2006) است. برخلاف نسخه‌های قبلی خود که برصحنه مسابقات خیابانی غیرقانونی معاصر تمرکز داشتند، ProStreet بر مسابقات قانونی در پیست‌های بسته تمرکز دارد . این بازی عناصر بازی‌های مسابقه‌ای شبیه‌سازی و آرکید را با هم ترکیب می‌کند و از بازیکنان می‌خواهد که ماشین‌ها را برای حالت‌های مختلف مسابقه سفارشی و تنظیم کنند . اکثر مسابقات در مکان‌های واقعی مانند پیست بین‌المللی پورتلند ، پارک موندلو و اتوپولیس برگزار می‌شوند .
بازی ProStreet که تقریباً در طول دو سال توسعه یافت، توسط همان تیمی که رهبری تولید Need for Speed: Most Wanted را بر عهده داشتند، طراحی شد . این اولین بازی Need for Speed است که در درجه اول برای کنسول‌های با کیفیت بالا مانند Xbox 360 و PlayStation 3 توسعه داده شد ، اگرچه نسخه‌هایی برای Microsoft Windows ، PlayStation 2 و Wii نیز منتشر شد. این بازی دارای یک موتور فیزیک جدید است که به خودروها اجازه می‌دهد به شیوه‌ای واقع‌گرایانه‌تر کنترل شوند و در تصادفات آسیب ببینند و یک ویژگی تونل باد را معرفی کرد که در آن بازیکنان می‌توانند نحوه عملکرد آیرودینامیک خودروی خود را ببینند . نوازنده Junkie XL برای آهنگسازی موسیقی بازی استخدام شد. چندین بسته محتوای قابل دانلود برای بازی منتشر شد که محتوای آن را با ماشین‌ها، پیست‌ها و مسابقات بیشتر گسترش داد.
بازی ProStreet نقدهای متفاوتی از منتقدان دریافت کرد که عموماً از فقدان گیم‌پلی جهان‌باز نسبت به نسخه‌های قبلی آن انتقاد می‌کردند. ویژگی‌های آنلاین متعدد بازی و گزینه‌های سفارشی‌سازی خودرو به عنوان برخی از قوی‌ترین ویژگی‌های آن برجسته شدند. اگرچه ProStreet بیش از پنج میلیون نسخه در سراسر جهان فروخت، اما طبق گفته الکترونیک آرتز، انتظارات فروش را برآورده نکرد. نسخه‌های قابل حمل آن برای تلفن‌های همراه ، نینتندو دی‌اس و پلی‌استیشن قابل حمل با موفقیت‌های متفاوتی منتشر شدند. این نسخه‌ها با نسخه‌های کنسول و رایانه شخصی خود تفاوت زیادی دارند و مکانیک‌های گیم‌پلی ساده‌تر و ویژگی‌های کمتری ارائه می‌دهند. ProStreet توسط Need for Speed: Undercover (2008) جایگزین شد .

## روند بازی
جنون سرعت: ProStreet یک بازی مسابقه‌ای است که در آن بازیکن باید ماشین‌ها را در مسیرهای مختلف مسابقه‌ای تنظیم و براند .  اگرچه این یک بازی مسابقه‌ای آرکید است ، اما ماشین‌ها به شیوه‌ای واقع‌گرایانه‌تر از بازی‌های قبلی نیاز به سرعت حرکت می‌کنند .  بازیکن نقش رایان کوپر، یک مسابقه‌دهنده خیابانی سابق را بر عهده می‌گیرد که وارد مجموعه‌ای از رویدادهای نمایشی می‌شود که توسط چندین سازمان مسابقه‌ای برگزار می‌شود.  هر رویداد شامل تعدادی مسابقه است که در آن بازیکن باید با حریفان کنترل‌شده توسط کامپیوتر رقابت کند تا امتیاز و پول نقد کسب کند. امتیازها به بازیکن اجازه می‌دهد تا رویدادهای چالش‌برانگیزتری را باز کند و در طول بازی پیشرفت کند، در حالی که پول نقد می‌تواند برای خرید یا ارتقاء ماشین‌ها استفاده شود.  هدف کلی بازی در نهایت رویارویی با تعدادی از رانندگان نخبه به نام پادشاهان است.  با شکست دادن هر پادشاه به صورت جداگانه، کوپر تاج پادشاه خیابان را بر سر خواهد گذاشت. 
این بازی دارای چهار حالت مسابقه است: چسبندگی، درگ، دریفت و سرعت.  مسابقات چسبندگی شامل مسابقه بازیکن در یک مسیر در چندین دور است که در آن شرایط پیروزی به چهار متغیر بستگی دارد. این موارد شامل عبور از خط پایان در جایگاه اول یا جلوتر از یک کلاس از رانندگان بر اساس عملکرد ماشین آنها، ثبت بهترین زمان دور و ثبت بهترین زمان‌های بخش است که هر بخش نشان دهنده بخشی از مسیر است.  در درگ، بازیکن باید اولین کسی باشد که در یک مسیر کوتاه و مستقیم از خط پایان عبور می‌کند و دنده‌ها را به صورت دستی تغییر می‌دهد. برخی نیز از بازیکن می‌خواهند که چرخ‌های بلند را انجام دهد .  مسابقات درگ همیشه با یک مینی‌گیم شروع می‌شوند که در آن بازیکن می‌تواند با گرم کردن لاستیک‌های خودرو در حالت ترمز، چسبندگی خوبی را در شروع به دست آورد.  مسابقات دریفت نیاز به کسب امتیاز توسط بازیکن با دریفت در پیچ‌ها دارد، در حالی که مسابقات سرعت شامل حفظ سرعت بسیار بالا در یک مسیر نسبتاً مستقیم از نقطه‌ای به نقطه دیگر است.  شرط پیروزی در مسابقات سرعت به دو متغیر بستگی دارد که شامل عبور از خط پایان در جایگاه اول یا رسیدن به بالاترین سرعت در ایستگاه‌های بازرسی تعیین‌شده می‌شود.  اکثر مسابقات در مکان‌های واقعی مانند پیست سرعت تگزاس ورلد ، پیست بین‌المللی پورتلند ، پارک موندلو و اتوپولیس برگزار می‌شوند . 
ProStreet تعداد زیادی ماشین دارد، از سدان‌های مقرون‌به‌صرفه و مناسب برای تیونر گرفته تا ماشین‌های عجیب و غریب .  هر ماشین می‌تواند به شدت سفارشی شود، از جمله عملکرد، هندلینگ و ظاهر آن.  تغییرات بدنه مانند اسپویلر و کاپوت بر آیرودینامیک خودرو تأثیر می‌گذارد و می‌تواند بر اساس آن ساخته شود.  ماشین‌ها و قطعات یدکی در چهار سطح گروه‌بندی می‌شوند که نشان‌دهنده سطوح عملکرد هستند و با پیشرفت بازیکن در بازی، به تدریج قفل آنها باز می‌شود.  هر ماشین می‌تواند حداکثر سه طرح مرتبط با خود داشته باشد که هر طرح نشان‌دهنده یک سفارشی‌سازی متفاوت است.  انتخاب و تنظیم ماشین مناسب برای حالت مسابقه مناسب برای تکمیل بازی بسیار مهم است.  به عنوان مثال، مسابقات Grip ماشین‌هایی با شتاب سریع و نیروی درگ قوی را ترجیح می‌دهند ، در حالی که مسابقات Speed ماشین‌هایی با سرعت بالا و پایداری بالا را ترجیح می‌دهند.  که می‌توانند در رویدادها اهدا شوند یا جداگانه خریداری شوند، تعمیر کند . 
علاوه بر حالت اصلی بازی، ProStreet دارای تعدادی رویداد از پیش تعریف شده و مستقل است که در آن بازیکن می‌تواند در هر پیستی با حریفان کنترل شده توسط کامپیوتر مسابقه دهد، بدون اینکه مجبور به پرداخت هزینه برای تعمیر ماشین‌ها باشد.  این رویدادها همچنین به عنوان مناطق اجتماعی برای چندین بازیکن عمل می‌کنند تا به صورت آنلاین یا از طریق صفحه نمایش تقسیم شده با هم رقابت کنند .  هر رویداد دارای جدول امتیازات مخصوص به خود است که به بازیکن اجازه می‌دهد رکوردهای خود را با بازیکنان برتر مقایسه کند.  اگرچه انواع ماشین‌های از پیش تنظیم شده برای هر رویداد در دسترس هستند، بازیکنان همچنین می‌توانند با ماشین‌های سفارشی خود از حالت حرفه‌ای بازی مسابقه دهند.  بازیکنان همچنین می‌توانند رویدادهای سفارشی خود را ایجاد کنند. گزینه‌هایی مانند مکان، نوع و تعداد مسابقات، و همچنین سختی حریفان کنترل شده توسط کامپیوتر و تعداد نشانگرهای تعمیر موجود، می‌توانند به صورت جداگانه پیکربندی شوند.  هم رویدادهای سفارشی و هم طرح‌های ماشین را می‌توان با سایر بازیکنان به اشتراک گذاشت.  هنگامی که یک طرح با بازیکن دیگری به اشتراک گذاشته می‌شود، دیگر نمی‌توان آن را تغییر داد زیرا رکوردهای مرتبط با آن در جدول امتیازات ردیابی می‌شوند. برای هر رویداد سفارشی که به اشتراک گذاشته می‌شود، جدول امتیازات خصوصی به طور خودکار ایجاد می‌شود. 

## خودروها
بیش از ۶۰ خودرو از حدود ۲۶ سازنده در بازی وجود دارد که وجود ۸ خودروی استثنایی آن را دست نیافتنی می‌کند. فهرست زیر لیستی از خودروهای مشهوری است که در بازی حضور دارند:
- پلیموت همی کودا ۱۹۷۰
- تویوتا کورولا جی‌تی‌اس ای‌ئی۸۶ ۱۹۸۶
- مزدا آرایکس-۷ ۱۹۹۵
- میتسوبیشی اکلیپس ۱۹۹۹
- آئودی اس۴ ۲۰۰۶
- میتسوبیشی لنسر اوولوشن آی‌ایکس ام‌آر ادیشن ۲۰۰۶
- فولکس‌واگن گلف جی‌تی‌آی ۲۰۰۶
- فورد اینترکپتور ۲۰۰۷
- نیسان جی‌تی-آر ۲۰۰۷
- ب‌ام‌و ام۳ ۲۰۰۸

## بازتاب‌ها
| گردآورنده  | امتیاز | امتیاز      | امتیاز      | امتیاز      | امتیاز          | امتیاز | امتیاز      |
| گردآورنده  | دی‌اس   | رایانه شخصی | پلی‌استیشن ۲ | پلی‌استیشن ۳ | پلی‌استیشن همراه | وی     | اکس‌باکس ۳۶۰ |
| ---------- | ------ | ----------- | ----------- | ----------- | --------------- | ------ | ----------- |
| گیم‌رنکینگز | 74.83% | 69.12%      | 60.64%      | 72.87%      | 60.38%          | 64.18% | 72.17%      |
| متاکریتیک  | 74/100 | 70/100      | 62/100      | 73/100      | 57/100          | 61/100 | 72/100      |

| ناشر      | امتیاز | امتیاز      | امتیاز      | امتیاز      | امتیاز          | امتیاز | امتیاز      |
| ناشر      | دی‌اس   | رایانه شخصی | پلی‌استیشن ۲ | پلی‌استیشن ۳ | پلی‌استیشن همراه | وی     | اکس‌باکس ۳۶۰ |
| --------- | ------ | ----------- | ----------- | ----------- | --------------- | ------ | ----------- |
| وان‌آپ.کام |        | B+          |             | A-          | C+              |        | A-          |
| یوروگیمر  |        |             |             | 5/10        |                 |        | 5/10        |
| گیم‌اسپات  |        | 6.5/10      | 6.5/10      | 7/10        | 4/10            | 6.5/10 | 7/10        |
| گیم‌تریلرز |        | 7.7/10      |             | 7.7/10      |                 |        | 7.7/10      |
| آی‌جی‌ان    | 7.9/10 | 6.9/10      | 6.2/10      | 6.8/10      | 5/10            | 6.2/10 | 6.8/10      |

طبق  گزارش متاکریتیک، وب‌سایت جمع‌آوری نقد، پرواستریت (ProStreet) نقدهای متفاوتی از منتقدان دریافت کرد .  گیم‌اسپات، پرواستریت را یک بازی مسابقه‌ای قوی توصیف کرد ، اما اظهار داشت که بیشتر ویژگی‌هایی را که نسخه‌های قبلی آن را جالب می‌کرد، ندارد.  آی‌جی‌ان (IGN) نیز با این نظر موافق بود و اظهار داشت که این بازی فاقد ویژگی‌های اضافی خارج از خود مسابقات است، به خصوص در مقایسه با جنبه جهان باز و تعقیب و گریز پلیس در بازی‌های قبلی نید فور اسپید .  سایر نشریات نسبت به بازی نظر مثبت‌تری داشتند. گیم‌پرو، پرواستریت را به خاطر گرافیک با کیفیت بالا، ویژگی‌های آنلاین قوی و حالت حرفه‌ای جذابش ستایش کرد ،  در حالی که 1Up.com حس واقع‌گرایی بازی را به دلیل موتور فیزیک جدیدش برجسته کرد.  نسخه‌های پلی‌استیشن 2 و Wii به دلیل کمبود ویژگی‌های آنلاین، نسبت به همتایان پلی‌استیشن 3 و ایکس‌باکس 360 خود پایین‌تر در نظر گرفته شدند،  در حالی که نسخه مایکروسافت ویندوز به دلیل عملکرد ضعیف در تنظیمات گرافیکی بالا و عدم وجود بازیکنان آنلاین مورد انتقاد قرار گرفت. 
جلوه‌های بصری بازی به‌طورکلی مورد استقبال خوبی قرار گرفت،  اگرچه نسخه‌های پلی‌استیشن 2 و Wii به دلیل نامحسوس بودن قابل توجهشان مورد انتقاد قرار گرفتند .  1Up.com به سبک خشن و واقع‌گرایانه بازی اشاره کرد و اظهار داشت که مسابقه در صحرای نوادا در بازی بسیار اصیل به نظر می‌رسد.  GameRevolution گرافیک روان را ستود، اما اظهار داشت که فقدان مناظر شهری پیچیده، محیط‌های پیست را نسبت به نسخه‌های قبلی آن کمتر جالب می‌کند.  GameSpot مدل‌های دقیق ماشین، به‌ویژه زمانی که آسیب دیده‌اند، را برجسته کرد،  در حالی که Edge احساس کرد که رویدادهای بین مسابقات، فضای مناسبی به بازی می‌دهد.  با این حال، گویندگان بازی برخی از منتقدان را آزرده خاطر کردند.  طبق گفته گیم‌اسپات ، آنها صدای ضعیفی دارند، فیلمنامه بدی دارند، در میکروفون فریاد می‌زنند، هر بار که به بازیکنان اشاره می‌کنند اصرار دارند آنها را با اسمشان صدا بزنند (که صدها بار در طول بازی اتفاق می‌افتد) و این موضوع مدام آزاردهنده می‌شود. 
این واقعیت که ProStreet عناصر بازی‌های شبیه‌سازی و مسابقه‌ای آرکید را با هم ترکیب می‌کند ، برخی از منتقدان را گیج کرد.  GameRevolution احساس کرد که ابزارهای ناوبری بازی بیش از حد حواس‌پرت‌کننده و غیرشهودی هستند،  در حالی که IGN اظهار داشت که فیزیک رانندگی به اندازه کافی واقع‌گرایانه نیست و بیان کرد که ماشین‌ها تمایلی به پیچیدن ندارند.  در مقابل، 1Up.com موتور فیزیک جدید را بسیار ستود زیرا متغیرهای بیشتری وارد عمل می‌شوند و به بازی عمق بسیار بیشتری می‌دهند.  Nintendo Life اظهار داشت که اگرچه کنترل‌های حرکتی نسخه Wii خوب کار می‌کردند، اما به اندازه Excite Truck نینتندو پاسخگو نبودند .  برخی از منتقدان گیم‌پلی را بسیار تکراری دانستند، به خصوص در طول مسابقات Drag.  Eurogamer توضیح داد که هر کدام شامل تکمیل چندین دور گرم کردن لاستیک‌های ماشین قبل از شروع مسابقه‌ای است که فقط چند ثانیه طول می‌کشد و در نتیجه بازیکنان به سرعت علاقه خود را از دست می‌دهند.  گزینه‌های سفارشی‌سازی ماشین و سیستم جدید Auto-sculpt به دلیل عمق بخشیدن به بازی مورد تقدیر قرار گرفتند. 
نسخه ایکس‌باکس ۳۶۰ به دلیل شیوه‌های کسب درآمدش که به بازیکنان اجازه می‌دهد به جای پول نقد درون بازی، با امتیازهای مایکروسافت، ماشین‌ها را ارتقا داده و خریداری کنند، محکوم شد.  این واقعیت که امتیازهای مایکروسافت به بازیکنان این امکان را می‌دهد که در هر مرحله از حالت حرفه‌ای بازی، هر ماشینی را خریداری کنند، به دلیل عدم تعادل مکانیک بازی مورد انتقاد قرار گرفت، زیرا به بازیکنان اجازه می‌دهد تا به راحتی دوره‌های اولیه را با ماشین‌های قدرتمندتر به پایان برسانند.  ویژگی‌های آنلاین به عنوان یکی از بهترین جنبه‌های ProStreet برجسته شدند .  منتقدان خاطرنشان کردند که انعطاف‌پذیری گزینه‌ها، سیستم رتبه‌بندی و همچنین توانایی ایجاد رویدادها و اشتراک‌گذاری طرح‌ها، بازی را به یک تجربه بسیار اجتماعی تبدیل می‌کند.  رویدادهای چند نفره ناهمزمان نیز به همان اندازه مورد ستایش قرار گرفتند، زیرا به بازیکنان اجازه می‌دهند بدون نگرانی در مورد تفاوت‌های منطقه زمانی، با یکدیگر رقابت کنند. 
در طول یازدهمین دوره جوایز سالانه دستاوردهای تعاملی ، بازی Need for Speed: ProStreet توسط آکادمی هنرها و علوم تعاملی نامزد دریافت جوایز « بازی مسابقه‌ای سال » و « دستاورد برجسته در طراحی صدا » شد . 

### فروش
در فوریه 2008، الکترونیک آرتز گزارش داد که ProStreet 5.5 میلیون نسخه در سراسر جهان فروخته است و 65٪ از این تعداد در آمریکای شمالی فروخته شده است.  در بریتانیا، این بازی در رتبه دوم جدول فروش همه فرمت‌ها، پس از Assassin's Creed ، قرار گرفت .  نسخه پلی‌استیشن 2 جایزه فروش "پلاتینیوم" را از انجمن ناشران نرم‌افزار سرگرمی و اوقات فراغت دریافت کرد ،  که نشان دهنده فروش حداقل 300000 نسخه در بریتانیا است.  طبق گزارش گروه NPD، تا اکتبر 2009، این بازی 2.4 میلیون نسخه در ایالات متحده فروخته بود .  اگرچه ProStreet در سطح بین‌المللی عملکرد خوبی داشت،  فرانک گیبو، رئیس EA Games، اظهار داشت که این بازی انتظارات فروش را برآورده نکرده است و اظهار داشت که این بازی با فرهنگ تیونینگ و جنبه‌های فرار از پلیس که مصرف‌کنندگان انتظار داشتند، تفاوت عمده‌ای دارد و قول داد که سری Need for Speed با بازی‌های بعدی به ریشه‌های خود باز خواهد گشت. 